# Medaglia d'oro Landau

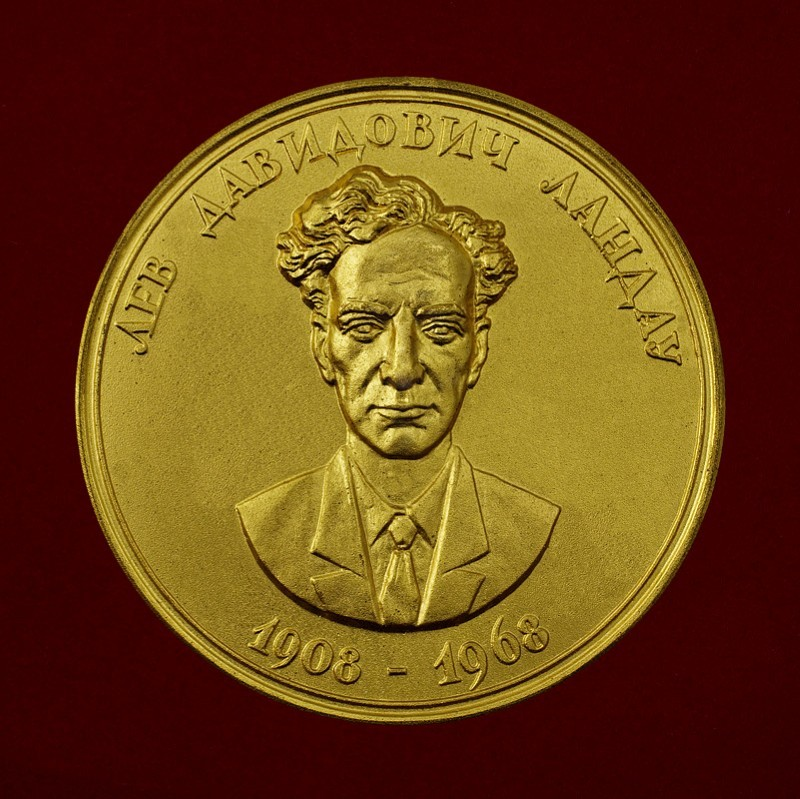
Medaglia d'oro Landau fronte

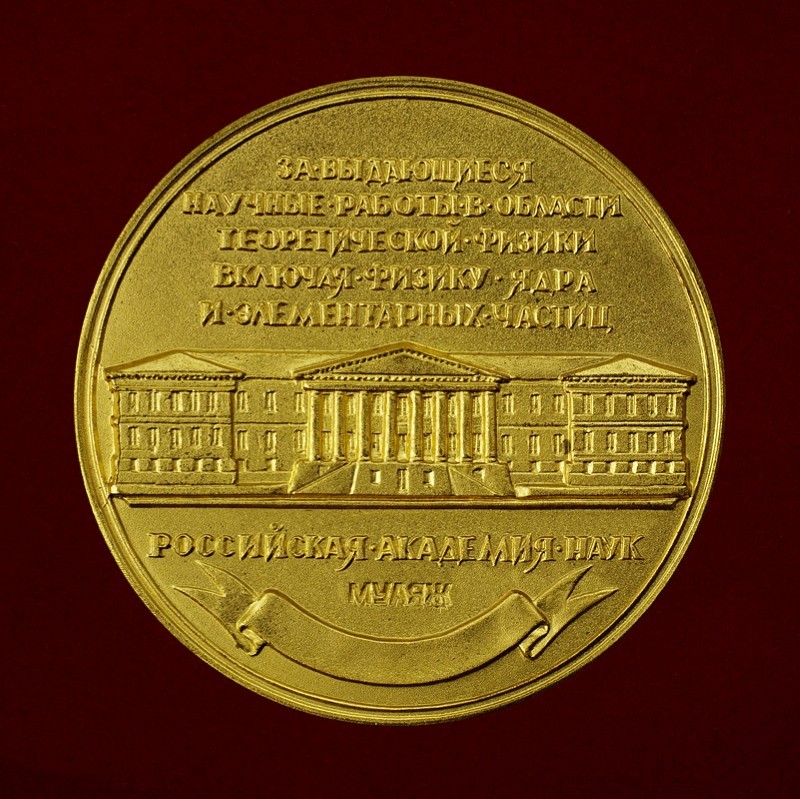
Medaglia d'oro Landau retro

La medaglia d'oro Landau (in russo Премия имени Л. Д. Ландау?, Premija imeni L. D. Landau) è il più alto riconoscimento in fisica teorica assegnato dall'Accademia delle scienze russa e dal suo predecessore l' Accademia delle scienze sovietica. È stato fondato nel 1971 e prende il nome dal fisico sovietico e premio Nobel Lev Landau. Quando è stato assegnato dall'Accademia delle scienze sovietica il premio è stato il "Premio Landau"; il nome è stato cambiato in "Medaglia d'oro Landau" nel 1992.

## Vincitori del premio
- 1971 - Vladimir Gribov [1]
- 1972 - Igor' Dzjalošinskij e Viktor-Andrej Borovik-Romanov
- 1974 - Evgenij Lifšic, Vladimir Belinskij e Isaak Chalatnikov
- 1977 - Arkadij Migdal
- 1980 - Aleksandr Gurevič e Lev Pitaevskij
- 1983 - Aleksandr Patašinskij e Valerij Pokrovskij
- 1986 - Boris Šklovskij e Aleksej L. Ėfros
- 1988 - Lev Gor'kov
- 1989 - Aleksej Abrikosov
- 1992 - Grigorij Volovik e Vladimir Mineev
- 1998 - Spartak Beljaev
- 2002 - Lev Okun'
- 2008 - Lev Pitaevskij
- 2013 - Semën Gerštejn
- 2018 - Valerij Pokrovskij